# Набережная города Днепра
Набережная города Днепра (Украина) проходит по правому берегу реки Днепр от жилого массива Парус на западе до Южного моста на юге, где переходит в Далёкую улицу. Самая длинная набережная в Европе. Состоит из трёх последовательных частей: Заводская набережная, Сичеславская набережная и набережная Победы.

## История набережной
Все геопланы, разработанные в советское время, предусматривали устройство набережной и выход города к Днепру, однако реальное осуществление представленной задачи оказалось возможным только в послевоенное время. Создание набережной в городе Днепре (бывшем Днепропетровске) происходило на общем фоне пересмотра отношения к окружающей природе. Борьба за сохранение чистоты воздуха, воды и земли стала важной государственной задачей.
Проектирование и строительство днепропетровской набережной было ускорено в связи с необходимостью реконструкции городской канализационной системы. Ещё в 1957 г. институтом Укргипрокоммунстрой был предложен проект прокладки инженерных коммуникаций на территории существующей застройки в прибрежной части города, среди кривых узких улочек, с необходимостью значительного сноса. Проект оказался экономически невыгодным и трудновыполнимым. Группа специалистов треста Днепроспецстроя и Днепрогражданпроекта — инженеры Б. Мильман, А. Левин и архитектор В. Зуев — предложили проложить единый коллектор для канализации, водопровода, газопровода, кабелей различного назначения и теплотрассы за пределами жилой и промышленной зоны, вдоль береговой линии.
Для защиты берега от разрушающего действия грунтовых вод предлагалось оригинальное решение — возвести дамбу из металлургических отходов. Предложение употребить отходы металлургического производства с пользой для дела, засыпав их в основание набережной, было очень своевременным и эффективным. По специальной 10-километровой железнодорожной ветке шлак доставляли для укладки в дамбу.
Берег Днепра в центральной части города имеет мягкий изгиб. Это обстоятельство было учтено при трассировке линии набережной. Наружная стена, примыкающая к воде, облицована традиционным гранитом, парапет смонтирован из звеньев литой чугунной решётки, закреплённых между гранитными блоками. Решётчатый парапет улучшает видимость водной поверхности реки. Полоса зелёных насаждений широкой, почти 40-метровой лентой вьётся вдоль набережной. На участке между центральным и парковым мостом, у самой воды, располагается терраса шириной 8 м, которая оберегает от городского шума и зноя в жаркие летние дни. Здесь можно отдохнуть под теневыми зонтами летнего кафе, поудить рыбу и просто прогуляться.

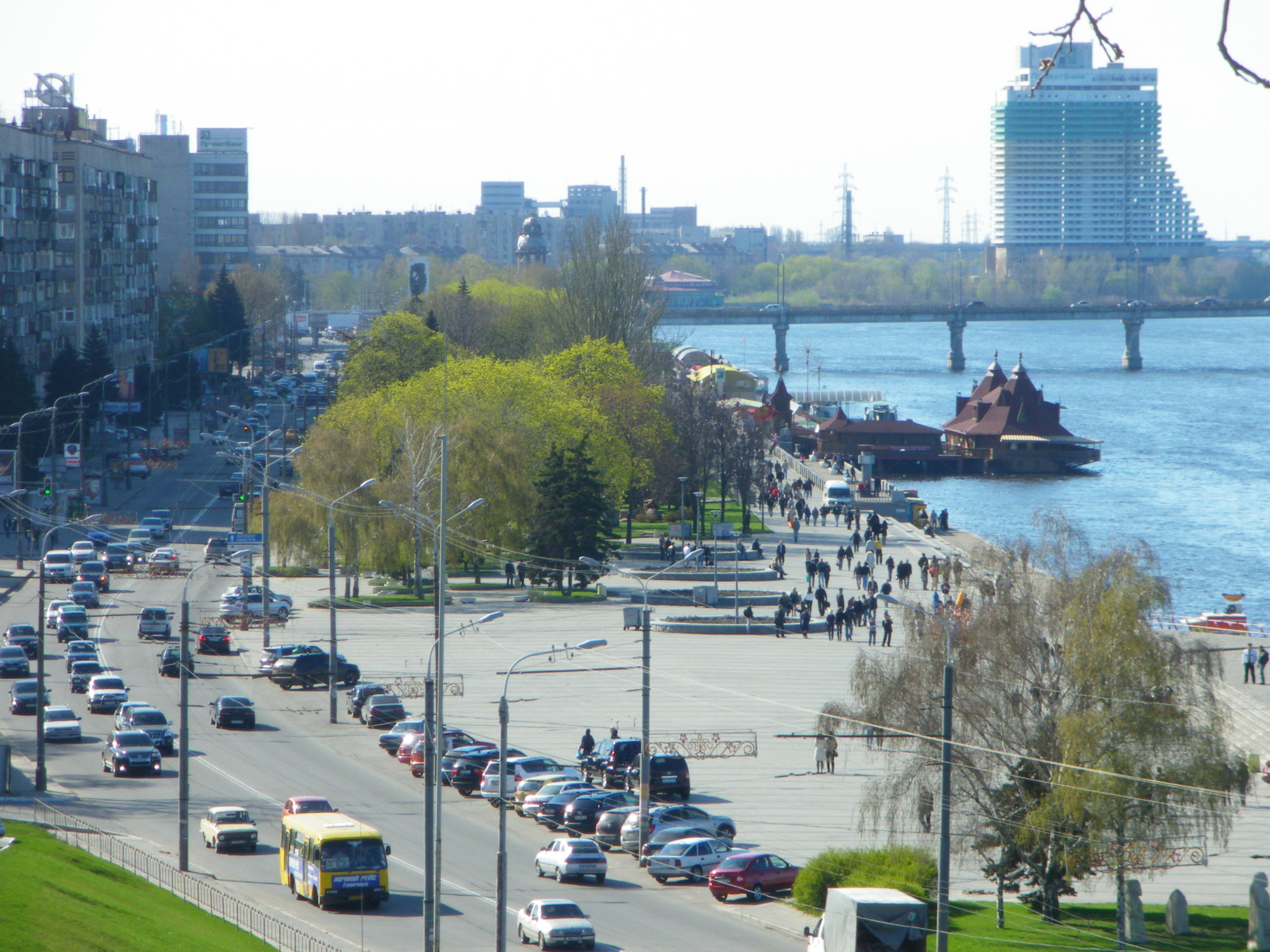
Сичеславская набережная
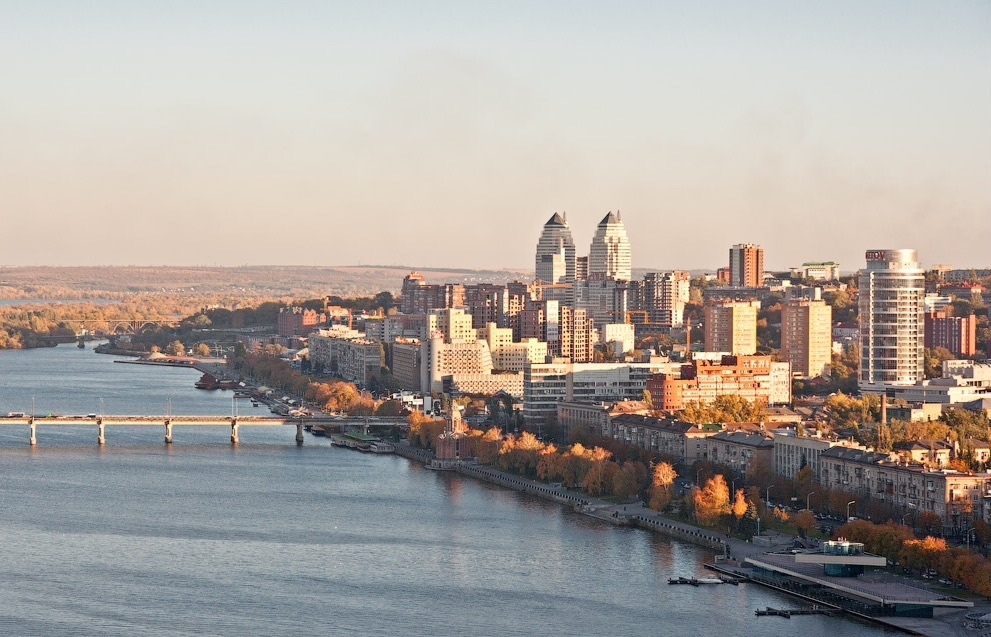
Город и река Днепр
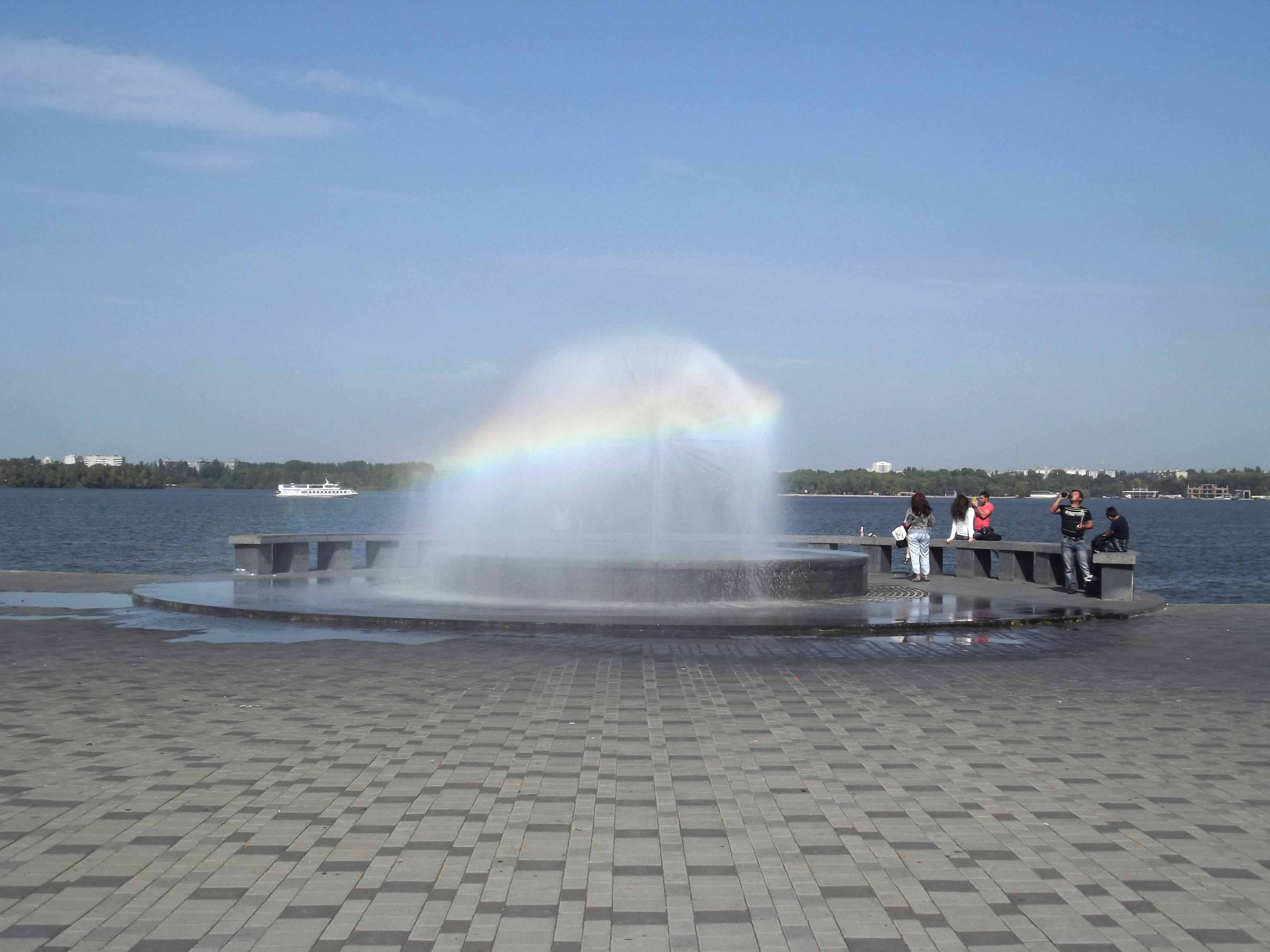
Фонтан на набережной

## Пересекаемые улицы
- Метростроевская
- Юрия Кондратюка
- Панаса Мирного
- проспект Свободы
- Павлова
- Горького
- Столярова
- Князя Владимира Великого
- Юлиуша Словацкого
- Воскресенская
- Владимира Мономаха
- Европейская
- Князя Владимира Великого
- Павла Ниринберга
- Крутогорный спуск
- Литейная
- 6-й Стрелковой дивизии
- Крестьянский спуск
- Мандрыковская
- Космическая
- Проспект Героев
- Бульвар Славы
- Яснополянская

## Достопримечательности
- Завод имени Бабушкина
- Речной порт города Днепра
- Днепровский государственный цирк
- Скульптура «Юность Днепра»
- Фестивальный причал
- Шар желаний
- Скульптура "I Love Dnipro"
- Семейная лавочка от Kyivstar
- Скамья влюбленных и Дерево счастья
- Искусственный водопад "Порог ревучий"
- Фонтан на Днепре
- Парк имени Т. Г. Шевченко
- Площадь Победы
- Бульвар Славы

## Мосты
- Кайдакский автомобильный мост
- Автомобильный и железнодорожный мост
- Центральный (Новый) автомобильный мост
- Пешеходный мост на Комсомольский остров
- Мерефо-Херсонский железнодорожный мост
- Южный автомобильный мост

## Интересные факты
- Набережная является самой протяжённой в Европе — 30 км...
- Набережная делится на три части: Заводская набережная (от ж/м «Парус» до Амурского моста), Сичеславская набережная (от Амурского моста до ул. 6-й Стрелковой дивизии) и набережная Победы (от ул. 6-й Стрелковой дивизии до Южного моста)
- Мерефо-Херсонский мост, который пересекает набережную, является единственным в Европе ж/д мостом, у которого криволинейная конструкция
- На набережной расположены самое длинное и самые высокие здания в городе. Это «Китайка» (дом внешне схож с Великой Китайской стеной)(хотя дом и расположен в центре жилого микрарайона"Победа", а до самих вод Днепра расстояние порой превышает полкилометра)  и 28-этажные башни-близнецы, с которых можно увидеть центр города